# Riopa (hagedissen)
Riopa is een niet langer erkend  geslacht van hagedissen uit de familie skinken (Scincidae).
De wetenschappelijke naam van de groep werd voor het eerst voorgesteld door John Edward Gray in 1839. 
Vroeger werden er meer dan 60 soorten toegekend aan het geslacht Riopa. Een voorbeeld is Fernands riopa (Lepidothyris fernandi) die wel vaker van naam veranderd is. Alle soorten worden tegenwoordig tot andere geslachten gerekend, zoals Lygosoma. 
Het geslacht was enige tijd monotypisch en werd vertegenwoordigd door een enkele soort; Riopa opisthorhodum. Deze skink leeft in Indonesië op het eiland Sumatra.